# Apalit
Apalit – miasto na Filipinach w regionie Luzon Środkowy, na wyspie Luzon. W 2010 roku liczyło 101 537 mieszkańców.